# معجم شيوخ الذهبي
معجم الشيوخ أو المعجم الكبير كتاب للإمام الذهبي يشتمل على ذكر من لقيهم أو من كتبوا له بالإجازة في صغره وعلى كثير ممن أجازوه في كبره وهو أحد معاجمه الثلاثة وهي المعجم الكبير والصغير والمختص بالمحدثين الذي اختصه بشيوخه في الحديث.

## منهج الذهبي في كتابه
رتب الإمام الذهبي كتابه على حسب ترتيب حروف المعجم وختمه بباب الكنى، ووضع فيه 1040 ترجمة من تراجم شيوخه، أو من أجازه في صِغره أو كِبره. وقد أورد في كل ترجمة حديثاً عن طريق ذلك الشيخ.

## الطبعات
- طبعة مكتبة الصديق، باسم معجم الشيوخ، المعجم الكبير. تحقيق: محمد الحبيب الهيلة، الطبعة : الأولى 1408هـ[3]

- طبعة دار الكتب العلمية، بيروت، لبنان، باسم معجم شيوخ الذهبي، تحقيق وتعليق روحية عبد الرحمن السيوفي، الطبعة الأولى: 1410-1990[4]

## كتب بنفس الاسم
- معجم الشيوخ لابن عساكر[5]

- معجم الشيوخ للسبكي[6]

- معجم الشيوخ لابن جميع الصيداوي[7]

- معجم شيوخ للدمياطي[8]

- معجم الشيوخ لابن فهد المكي[9]